# Азиатская кинопремия (2008)
Вторая церемония награждения Азиатской кинопремии (AFA) прошла 17 марта 2008 года рамках кинофестиваля в Гонконге. Были вручены награды лучшим азиатским картинам международного проката 2007 года.

## История
В 2008 году были добавлены новые категории наград на лучшую мужскую роль второго плана и лучшую женскую роль второго плана.

### Жюри[1]
- Пегги Чао — глава тайваньской премии Золотая лошадь.
- Хуан Цзяньсинь — президент Китайской Ассоциации кинорежиссёров.
- Минакши Шедди — индийский критик и куратор.
- Питер Лоэр — исполнительный директор Creative Artists Agency в Китае.

## Список победителей и номинантов
На второй церемонии награждения Азиатской кинопремией представлено:
- 8 картин из Южной Кореи,
- 6 — из Японии,
- 5 — из Китая,
- 4 — из Гонконга,
- 3 — из Тайваня, Таиланда,
- 2 — из Индии, Ирана,
- 1 — из Сингапура, Филиппин, Монголии, Казахстана.

| Категории                    | Победители и номинанты                                                                                     |
| ---------------------------- | --- |
| Лучший фильм                 | «Тайное сияние»/Secret Sunshine (Южная Корея)                                                              |
| Лучший фильм                 | «Будда рухнул от стыда»/Buddha Collapsed Out of Shame (Иран)                                               |
| Лучший фильм                 | «Я все равно этого не делал»/ I Just Didn't Do It (Япония)                                                 |
| Лучший фильм                 | «Вожделение»/Lust, Caution (Тайвань, Китай)                                                                |
| Лучший фильм                 | «И солнце снова взойдет»/The Sun Also Rises (Китай, Гонконг)                                               |
| Лучший фильм                 | «Полководцы»/The Warlords (Китай, Гонконг)                                                                 |
| Лучший режиссёр              | Ли Чхандон — «Тайное сияние»/Secret Sunshine (Южная Корея)                                                 |
| Лучший режиссёр              | Питер Чан — «Полководцы»/The Warlords (Китай, Гонконг)                                                     |
| Лучший режиссёр              | Цзян Вэнь — «И солнце снова взойдет»/The Sun Also Rises (Китай, Гонконг)                                   |
| Лучший режиссёр              | Энг Ли — «Вожделение»/Lust, Caution (Тайвань, Китай)                                                       |
| Лучший режиссёр              | Масаюки Суо — «Я все равно этого не делал»/I Just Didn't Do It (Япония)                                    |
| Лучший режиссёр              | Лу Чжан — «Мираж»/Desert Dream (Южная Корея)                                                               |
| Лучший актёр                 | Тони Люн Чу Вай — «Вожделение»/Lust, Caution (Тайвань, Китай)                                              |
| Лучший актёр                 | Джек Као — «Бог, человек, собака»/God Man Dog (Тайвань)                                                    |
| Лучший актёр                 | Рё Касэ — «Я все равно этого не делал»/I Just Didn't Do It (Япония)                                        |
| Лучший актёр                 | Джет Ли — «Полководцы»/The Warlords (Китай, Гонконг)                                                       |
| Лучший актёр                 | Дзё Одагири — «Башня Токио: Мама и я, и иногда папа»/Tokyo Tower: Mom and Me, and Sometimes Dad (Япония)   |
| Лучший актёр                 | Сон Кан Хо — «Тайное сияние»/Secret Sunshine (Южная Корея)                                                 |
| Лучшая актриса               | Чон До Ён — «Тайное сияние»/Secret Sunshine (Южная Корея)                                                  |
| Лучшая актриса               | Джоан Чэнь — «Песни родного дома»/The Home Song Stories (Сингапур)                                         |
| Лучшая актриса               | Кирин Кики — «Башня Токио: Мама и я, и иногда папа»/Tokyo Tower: Mom and Me, and Sometimes Dad (Япония)    |
| Лучшая актриса               | Ким Юн Чжин — «Семь дней»/Seven Days (Южная Корея)                                                         |
| Лучшая актриса               | Дипика Падуконе — «Когда одной жизни мало»/Om Shanti Om (Индия)                                            |
| Лучшая актриса               | Тан Вэй — «Вожделение»/Lust, Caution (Тайвань, Китай)                                                      |
| Лучший актёр второго плана   | Сунь Хунлэй — «Монгол»/Mongol (Монголия, Казахстан)                                                        |
| Лучший актёр второго плана   | Чун Хо-чжин — «Скелеты в шкафу»/Skeletons in the Closet (Южная Корея)                                      |
| Лучший актёр второго плана   | Каору Кобаяси — «Башня Токио: Мама и я, и иногда папа»/Tokyo Tower: Mom and Me, and Sometimes Dad (Япония) |
| Лучший актёр второго плана   | Марио Морер — «Любовь Сиам»/The Love of Siam (Таиланд)                                                     |
| Лучший актёр второго плана   | Синъити Цуцуми — «Всегда: Закат на Третьей Авеню 3»/Always: Sunset on Third Street 2 (Япония)              |
| Лучшая актриса второго плана | Джоан Чэнь — «И солнце снова взойдет»/The Sun Also Rises (Китай, Гонконг)                                  |
| Лучшая актриса второго плана | Кон Хё Джин — «Счастье»/Happiness (Южная Корея)                                                            |
| Лучшая актриса второго плана | Ким Хе Су — «Скелеты в шкафу»/Skeletons in the Closet (Южная Корея)                                        |
| Лучшая актриса второго плана | Апиня Сакуляроенсак — «Уловка»/Ploy (Таиланд)                                                              |
| Лучшая актриса второго плана | Якушимару Хироко — «Всегда: Закат на Третьей Авеню 3»/Always: Sunset on Third Street 2 (Япония)            |
| Лучший сценарий              | Ау Киньи, Вай Кафай — «Безумный следователь»/The Chaser (Гонконг)                                          |
| Лучший сценарий              | Лим Сан Су — «Старый сад»/The Old Garden (Южная Корея)                                                     |
| Лучший сценарий              | Тао Пэн — «Маленький мотылёк»/Little Moth (Китай)                                                          |
| Лучший сценарий              | Джеймс Шамус, Хуи-Лин Ван — «Вожделение»/Lust, Caution (Тайвань, Китай)                                    |
| Лучший сценарий              | Масаюки Суо — «Я все равно этого не делал»/I Just Didn't Do It (Япония)                                    |
| Лучшая операторская работа   | Пен-джунг Лиао — «Эрос, помоги!»/Help Me Eros (Тайвань)                                                    |
| Лучшая операторская работа   | Хуман Бехманеш — Those Three (Иран)                                                                        |
| Лучшая операторская работа   | Чанкит Чамнивикайпонг — «Уловка»/Ploy (Таиланд)                                                            |
| Лучшая операторская работа   | Шанкер Раман — «Frozen»/Frozen (Индия)                                                                     |
| Лучшая операторская работа   | Артур Вон — «Полководцы»/The Warlords (Китай, Гонконг)                                                     |
| Лучший монтаж                | Дэвид М. Ричардсон — «Око небесное»/Eye in the Sky (Гонконг)                                               |
| Лучший монтаж                | Charliebebs Gohetia — «Рогатка»/Slingshot (Филиппины)                                                      |
| Лучший монтаж                | Сейго Хирасава — Maiko Haaaan!!! (Япония)                                                                  |
| Лучший монтаж                | Йунь Су Ли — «Старый сад»/The Old Garden (Южная Корея)                                                     |
| Лучший монтаж                | Вендерс Ли — «Полководцы»/The Warlords (Китай, Гонконг)                                                    |
| Лучшая работа художника      | Цзюпин Као, Джиан Квун Чжан — «И солнце снова взойдет»/The Sun Also Rises (Китай, Гонконг)                 |
| Лучшая работа художника      | Ю-джеонг Ким, Мин-пок Ли — «Эпитафия»/Gidam (Южная Корея)                                                  |
| Лучшая работа художника      | Намико Иваки — «Сакуран»/Sakuran (Япония)                                                                  |
| Лучшая работа художника      | Пхисут Париваттанакидж, Танакорн Понгсуван — «Опапатика: Битва бессмертных»/Opapatika (Таиланд)            |
| Лучшая работа художника      | Цай Минлян — «Эрос, помоги!»/Help Me Eros (Тайвань)                                                        |
| Лучший саундтрек             | Вишал Дадлани, Шехар Равджиани, Пьярелал Рампрасад Шарма — «Когда одной жизни мало»/Om Shanti Om (Индия)   |
| Лучший саундтрек             | The August Band, Flure, Чукайт Саквееракул — «Любовь Сиам»/The Love of Siam (Таиланд)                      |
| Лучший саундтрек             | Александр Деспла — «Вожделение»/Lust, Caution (Тайвань, Китай)                                             |
| Лучший саундтрек             | Сяо Хэ — Mid-Afternoon Barks (Китай)                                                                       |
| Лучший саундтрек             | Ринго Сиина — «Сакуран»/Sakuran (Япония)                                                                   |
| Лучшие спецэффекты           | Юэнь Йи Нг — «Полководцы»/The Warlords (Китай, Гонконг)                                                    |
| Лучшие спецэффекты           | Хен Рэ Сим — «Война динозавров»/D-War (Южная Корея)                                                        |
| Лучшие спецэффекты           | Томас Дювал — «И солнце снова взойдет»/The Sun Also Rises (Китай, Гонконг)                                 |
| Лучшие спецэффекты           | Хироюки Сесита — «Японский гигант»/ Dainipponjin (Япония)                                                  |
| Лучшие спецэффекты           | Такаси Ямадзаки — «Всегда: Закат на Третьей Авеню 3»/Always: Sunset on Third Street 2 (Япония)             |